# Litaviccus
Litaviccus (ca. 50 v.Chr.) was een lid van een adellijke familie van de Gallische stam van de Haedui. Hij speelde een belangrijke rol in de slag bij Gergovia. 
Hoewel de Haedui in eerste instantie hun steun hadden gegeven aan Julius Caesar in zijn strijd tegen Vercingetorix liepen zij over naar de andere kant.
Volgens Caesar in zijn Commentarii de bello Gallico werden de Haedui daartoe opgeruid door  Convictolitavis, de leider van de Haedui. Tijdens het beleg van Gergovia kreeg Litaviccus, die onder invloed van Convictolitavis stond, het bevel over 10.000 man om Caesar te hulp te komen. Tijdens de opmars vond er echter een verandering van plan plaats.
In een gloedvol betoog sprak Litaviccus zijn soldaten toe waarin hij beweerde dat de Romeinen hoge edelen van de Haedui hadden vermoord en dat andere leden van hun stam spoedig ook aan de beurt zouden zijn. De stemming sloeg onmiddellijk om en men besloot zich aan te sluiten bij de opstandelingen onder leiding van Vercingetorix.
Hoewel de troepenmacht van Litaviccus ten opzichte van de legioenen van Caesar niet zoveel voorstelde, werd Caesar wel gedwongen om een deel van zijn troepen van Gergovia weg te halen. Dit bleek van rampzalige invloed te zijn op het verloop van de slag aldaar.
Overigens duurde de rebellie van Litaviccus niet lang. Toen Caesar de volgens Litaviccus vermoorde edelen aan het leger van de Haedui toonde begrepen de soldaten dat ze bedrogen waren en gaven zich over. Litaviccus vluchtte naar Gergovia.